# Jan Rendels

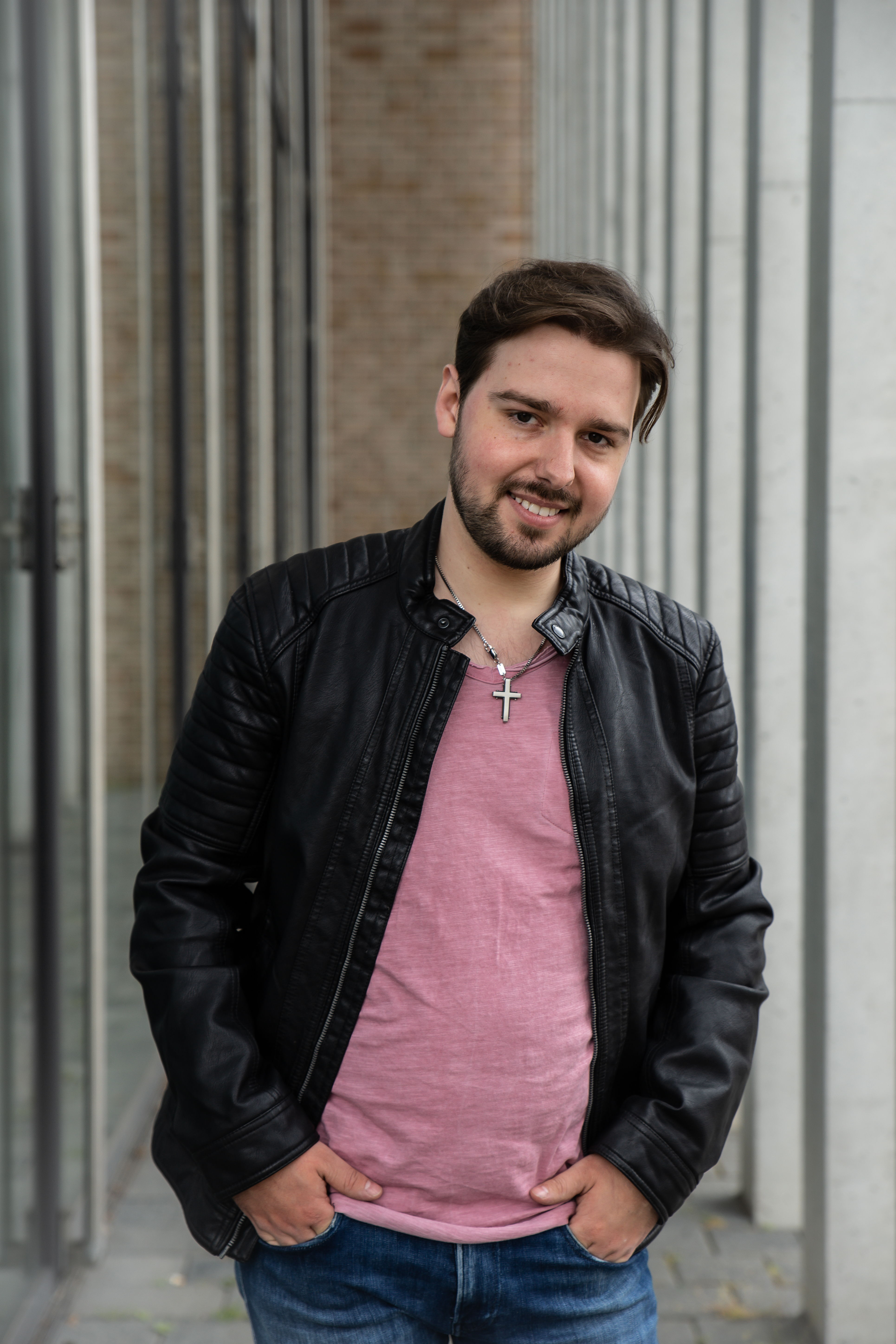
Jan Rendels (2023)

Jan Rendels (* 20. Oktober 1997 in Offenburg als Jannik Rendler) ist ein deutscher Schlagersänger.

## Leben
Jan Rendels wurde am 20. Oktober 1997 in Offenburg geboren.
2018 schloss Jan Rendels das Abitur ab. Neben seiner Musikkarriere studiert er auf Lehramt.

## Karriere
2013 gewann Jan Rendels ein „Meet & Greet“ mit dem Schlagersänger Jürgen Drews. Ab 2014 wurde Rendels für Auftritte gebucht und trat bei Ü-30-Partys, Sportfesten, Oktoberfesten, Geburtstagen, Hochzeiten und Schlagerpartys auf.
2017 hatte Jan Rendels einen halbstündigen Auftritt bei einer Radiosendung in der Schweiz. Kurz darauf nahm er seine erste Single Wie ein Diamant auf. Im selben Jahr gewann er den ersten Platz beim „Deutschen Rock & Pop Preis“ in der Kategorie „Bester Schlagersänger“.
2019 gründete Rendels zusammen mit Kai Laue (Keyboard), Tobias Biehl (Bass) und Tom Weber (Gitarre) die Rendelsband, mit der er neben seiner Solokarriere viele Liveauftritte spielt.
Am 26. Mai 2019 trat Jan Rendels live in der ARD-Sendung Immer wieder sonntags mit seinem Titel Wie ein Diamant auf. Die Single wurde kurz darauf bei Mikes Music Records veröffentlicht. Am 31. Mai 2019 wurde das Musikvideo zu Wie ein Diamant veröffentlicht und schaffte es in den TV-Charts des Senders Deutsches Musik Fernsehen bis auf Platz zwei.

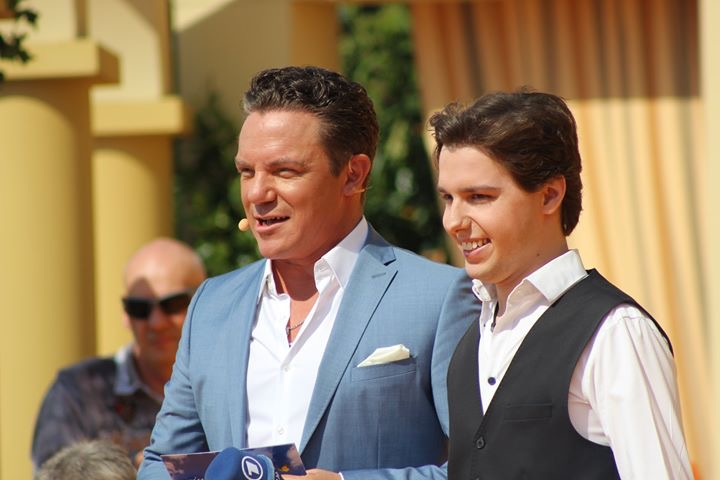
Jan Rendels mit Stefan Mross 2019 bei Immer wieder sonntags

Im Januar 2020 veröffentlichte er seine zweite Single Immer wieder, die im September 2020 beim Deutschen Rock & Pop Preis in der Kategorie „Bester Schlagersänger“ den dritten Preis gewann.
Im Januar 2021 trat er vor der DSDS-Jury (RTL) mit dem Titel Einer von Millionen von Norman Langen an.
Am 26. März 2021 veröffentlichte Jan Rendels seine dritte Single Du fühlst dich so gut an zusammen mit einem Musikvideo bei Fiesta-Records. Sie hielt sich acht Wochen in den offiziellen AirPlay Charts und wurde vom Deutschen Rock & Pop Preis mit dem zweiten Preis in der Kategorie „Bester Schlagersong 2021“ ausgezeichnet. Mit Du fühlst dich so gut an gewann Jan Rendels erneut beim Deutschen Rock & Pop Preis in der Kategorie „Bester Schlagersänger“ den dritten Preis und erstmals in der Kategorie „Bester Schlagersong“ den zweiten Preis.
Weitere Singles sind Magnet und Echt Oscarreif unter dem Label Fiesta-Records sowie Genau mein Ding. 
Am 18. August 2023 erschien sein gleichnamiges erstes Studioalbum mit 14 Songs.

## Auftritte
- 2013: Auftritt mit Jürgen Drews
- 2017: Radiosendung in der Schweiz, Live-Performance
- 2019: ARD-Sendung Immer wieder sonntags
- 2019: Vorprogramm des Nockalmquintetts, Dorfrocker
- 2019: Deutsches Musik Fernsehen
- 2021: RTL-DSDS

## Diskografie

### Album
- 2023: Genau mein Ding

### Singles
- 2019: Wie ein Diamant
- 2020: Immer wieder
- 2021: Du fühlst dich so gut an
- 2022: Magnet
- 2022: Echt Oscarreif
- 2023: Genau mein Ding
- 2024: Wilde Rose von Tijuana
- 2025: Ich will dich in live

## Auszeichnungen
- 2018: Deutscher Rock & Pop Preis – Bester Schlagersänger (1. Platz)
- 2020: Deutscher Rock & Pop Preis – Bester Schlagersänger (3. Platz)
- 2021: Deutscher Rock & Pop Preis – Bester Schlagersong (2. Platz)